# Transportul public din Brașov
În municipiul Brașov există o rețea vastă de transport public, călătorii putând opta pentru autobuz, troleibuz sau taxi. Liniile de autobuz și troleibuz sunt administrate de RATBV S.A. (RAT Brașov), iar taxiurile aparțin unor companii particulare. Călătorii din localități din apropierea Brașovului, precum Cristian, Râșnov, Ghimbav, Codlea, Hălchiu, Satu Nou, Feldioara, Colonia Reconstrucția, Rotbav, Sânpetru, Bod, Săcele ,Hărman, Podu Oltului, Prejmer, Lunca Câlnicului, Vama Buzăului, Acriș, Tărlungeni, Zizin, Purcăreni, Cărpiniș, Budila, Timișu de Jos, Timișu de Sus sau Predeal au la dispoziție linii metropolitane. 

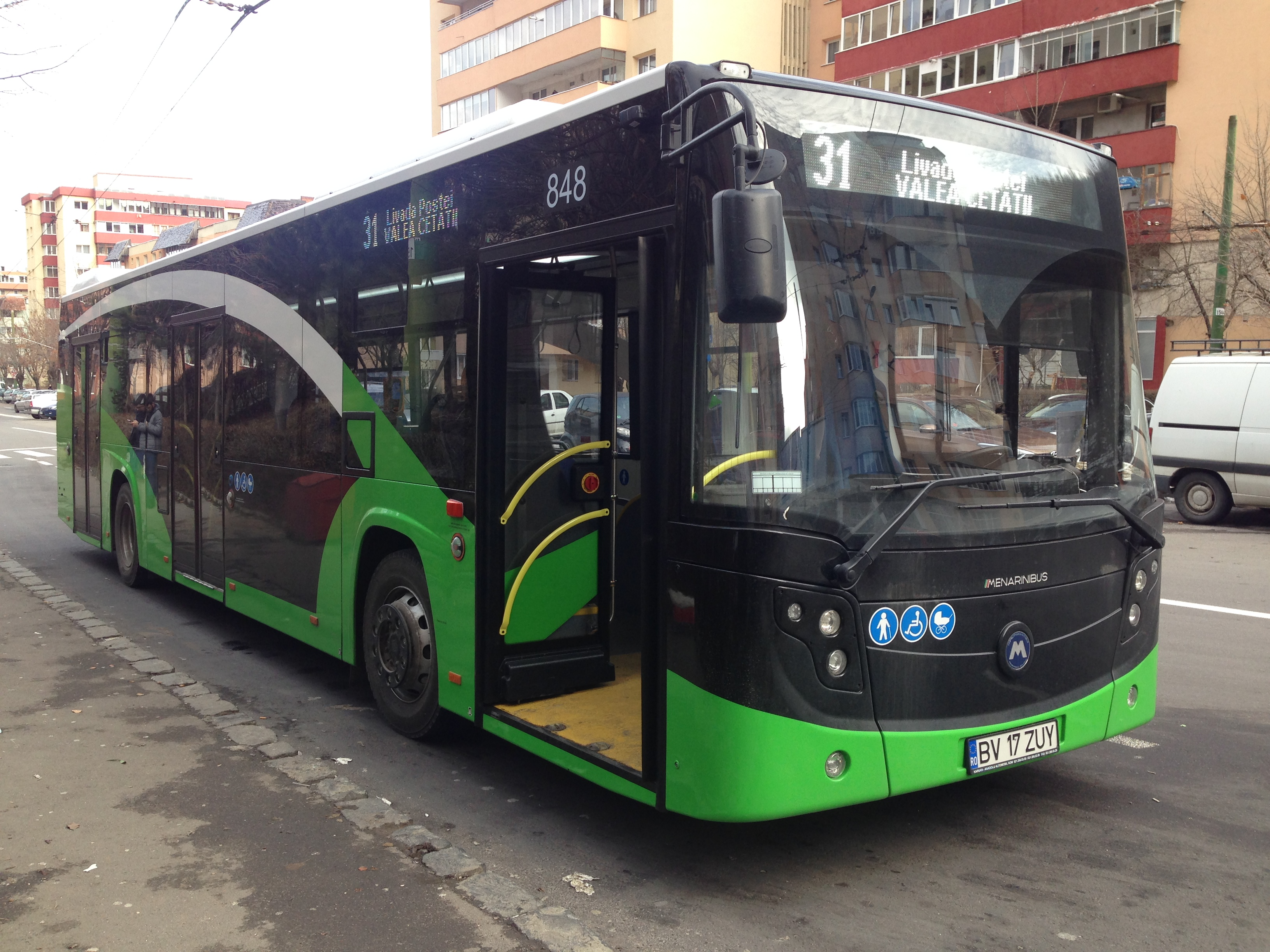
Autobuz Menarinibus Citymood 12

## Cronologie
- 1925 – Se introduce în Brașov transportul urban de călători cu autobuze. Primul concesionar al Primăriei Brașov a fost firma Decei-Blaga din Cluj, care a pus în circulație patru autobuze pe două linii: Piața Unirii – Gara Brașov (14 stații) și Piața Unirii – Gara Bartolomeu (9 stații).[2]
- 1926 – Consiliul Municipal a limitat numărul de autobuze la numai 30, pentru evitarea accidentelor de circulație.[2]
- 1927 - Primăria Municipiului Brașov elaborează primul Regulament pentru circulația autobuzelor în localitate.[2]
- 1938 - Primăria Orașului Brașov, înființează "Regia Întreprinderilor din Municipiul Brașov” , cunoscută sub denumirea R.I.M.B. Secția de transport în comun avea în dotare 35 de autobuze care deserveau trei trasee.[2]
- 1959 - S-a dat în funcțiune prima linie de troleibuz (Nr.1), care lega cartierul Șchei cu zona Triaj având în dotare un număr de 18 troleibuze.[2]
- 1961 - Se înființează Întreprinderea de Transporturi Brașov care avea în dotare 163 de autobuze, 47 de troleibuze TV.2.E, 45 de taximetre și 47 de autocamioane
- 1979 - Se înființează Întreprinderea Județeană de Transport Local Brașov.[2]
- 2013 - Consiliul Județean Brașov aprobă înființarea transportului metropolitan care urma să deservească localități din Zona Metropolitană Brașov.[3]
- 2016 - Regia Autonomă de Transport Brașov (R.A.T. Brașov) se transformă în RATBV S.A.[2]
- 2019 - Au loc primele curse metropolitane către patru localități din jurul Brașovului, în anul 2021 traseele metropolitane deservind 15 localități din județul Brașov.[4]

## Sistemul de transport public din Brașov

### Autobuze
| Nr.       | Traseu                                                  | Stații |
| --------- | ------------------------------------------------------- | ------ |
| 2B        | Livada Poștei-Rulmentul                                 | 13     |
| 4         | Livada Poștei-Gara Brașov                               | 7      |
| 5         | Stadionul Municipal-Roman                               | 17     |
| 5M        | Stadionul Municipal-Măgurele                            | 9      |
| 14        | Livada Poștei-Răsăritul-Fabrica de var                  | 13     |
| 16        | Livada Poștei-Griviței-Cărămidăriei-Stadionul Municipal | 12     |
| 17        | Livada Poștei-Noua                                      | 17     |
| 17B       | Gara Brașov-Timișu de Jos                               | 17     |
| 18        | Bariera Bartolomeu-IAR Ghimbav                          | 20     |
| 20 Expres | Livada Poștei-Poiana Brașov                             | 7      |
| 21        | Triaj-Noua                                              | 18     |
| 23        | Saturn-Depozite ILF-Stadionul Municipal                 | 17     |
| 24        | Livada Poștei-ICPC-Baciului                             | 27     |
| 25        | Avantgarden-Roman                                       | 22     |
| 28        | Livada Poștei-Lânii-IAR Ghimbav                         | 22     |
| 29        | Bartolomeu Nord-Independeței-Gara Brașov                | 12     |
| 34B       | Izvor-Livada Poștei                                     | 16     |
| 35        | Gara Brașov-Noua                                        | 17     |
| 37        | Craiter-Hidro A                                         | 8      |
| 40        | Gara Brașov-Stupini                                     | 18     |
| 41        | Livada Poștei-Stupinii Lujerului                        | 21     |
| 50        | Podul Crețului-Livada Poștei                            | 16     |
| 51        | Pe Tocile-Gara Brașov                                   | 16     |
| 52        | Pe Tocile-Panselelor                                    | 17     |
| 54        | Triaj-Zizinului-Hidro A                                 | 23     |
| 60        | Poiana Mică-Telegondola (în timpul iernii)              | 4      |

### Autobuze electrice
| Nr. | Traseu                                 | Stații |
| --- | -------------------------------------- | ------ |
| 9   | Rulmentul-Stadionul Municipal          | 13     |
| 15  | Avantgarden-Independenței-Triaj        | 18     |
| 22  | Saturn-Stadionul Tineretului           | 15     |
| 23B | Triaj-Aurel Vlaicu-Stadionul Municipal | 11     |
| 32  | Valea Cetății-Gara Brașov              | 11     |
| 34  | Livada Poștei-Timiș-Triaj              | 18     |
| 36  | Livada Poștei-Independenței            | 12     |
| 53  | Facultatea de Construcții-Panselelor   | 15     |

### Troleibuze
| Nr. | Traseu                              | Stații |
| --- | ----------------------------------- | ------ |
| 1   | Livada Poștei-Hărmanului-Triaj      | 11     |
| 2   | Livada Poștei-Rulmentul             | 11     |
| 3   | Stadionul Tineretului-Valea Cetății | 17     |
| 6   | Livada Poștei-Saturn                | 11     |
| 7   | Rulmentul-Roman                     | 16     |
| 8   | Rulmentul-Saturn                    | 14     |
| 10  | Valea Cetății-Triaj                 | 14     |
| 31  | Valea Cetății-Livada Poștei         | 13     |
| 33  | Valea Cetății-Roman                 | 9      |

### Transport metropolitan
| Nr. | Traseu                                               | Stații |
| --- | ---------------------------------------------------- | ------ |
| 110 | Stadionul Municipal-Cristian                         | 12     |
| 130 | Stadionul Municipal-Cristian-Râșnov                  | 17     |
| 131 | Stadionul Municipal-Râșnov Romacril                  | 14     |
| 210 | Stadionul Municipal-Ghimbav                          | 13     |
| 220 | Stadionul Municipal-Codlea                           | 11     |
| 310 | Stadionul Municipal-Hălchiu-Satu Nou                 | 11     |
| 320 | Stadionul Municipal-Feldioara (merge până la Rotbav) | 12     |
| 410 | Rulmentul-Subcetate                                  | 4      |
| 411 | Rulmentul-Sânpetru Residence                         | 6      |
| 412 | Rulmentul-Morii Sânpetru                             | 8      |
| 420 | Rulmentul-Sânpetru-Bod                               | 18     |
| 510 | Triaj-Hărman                                         | 6      |
| 511 | Triaj-Podu Oltului                                   | 11     |
| 520 | Triaj-Prejmer                                        | 17     |
| 540 | Triaj-Vama Buzăului                                  | 17     |
| 610 | Roman-Zizin-Purcăreni                                | 21     |
| 611 | Roman-Cărpiniș-Tărlungeni                            | 19     |
| 612 | Roman-Cărpiniș-Tărlungeni-Zizin-Purcăreni            | 28     |
| 620 | Roman-Budila                                         | 11     |
| 810 | Roman-Predeal                                        | 18     |

Notă
- ^1 - Linia 612 înlocuiește liniile 610 și 611 în afara intervalelor de vârf din zilele lucrătoare și pe întreg intervalul de sâmbătă și duminică.

### Linie de autobuz expres între Brașov și Aeroportul Internațional Brașov-Ghimbav
Odată cu inaugurarea noulul Aeroport Internațional Brașov-Ghimbav s-a deschis Linia expres A1 pe care autobuzele circulă pe traseul: Gara Brașov – Centrul Civic – Livada Poștei – Bartolomeu - Aeroport și are opriri în următoarele stații:
- Dus: Gara Brașov – Camera de Comerț - Livada Poștei – Gara Bartolomeu – Municipal – Aeroport;
- Întors: Aeroport – Municipal – Biserica Bartolomeu - Livada Poștei – Hidro A - Gara Brașov.

Programul de circulație este corelat cu programul de funcționare al aeroportului și cursele aeriene, astfel încât prima cursă la aeroport să ajungă la ora 6:50, iar ultima la ora 19:00.
Tariful unui bilet pe acest traseu este același ca pe celelalte rute, respectiv 4 lei pentru 60 de minute.

### Transport elevi
Pe perioada anului școlar RAT Brașov oferă gratuit transportul elevilor către școală, existând 12 rute care acoperă mare parte din oraș, „cursele fiind numai dimineață, când încep orele de curs”.

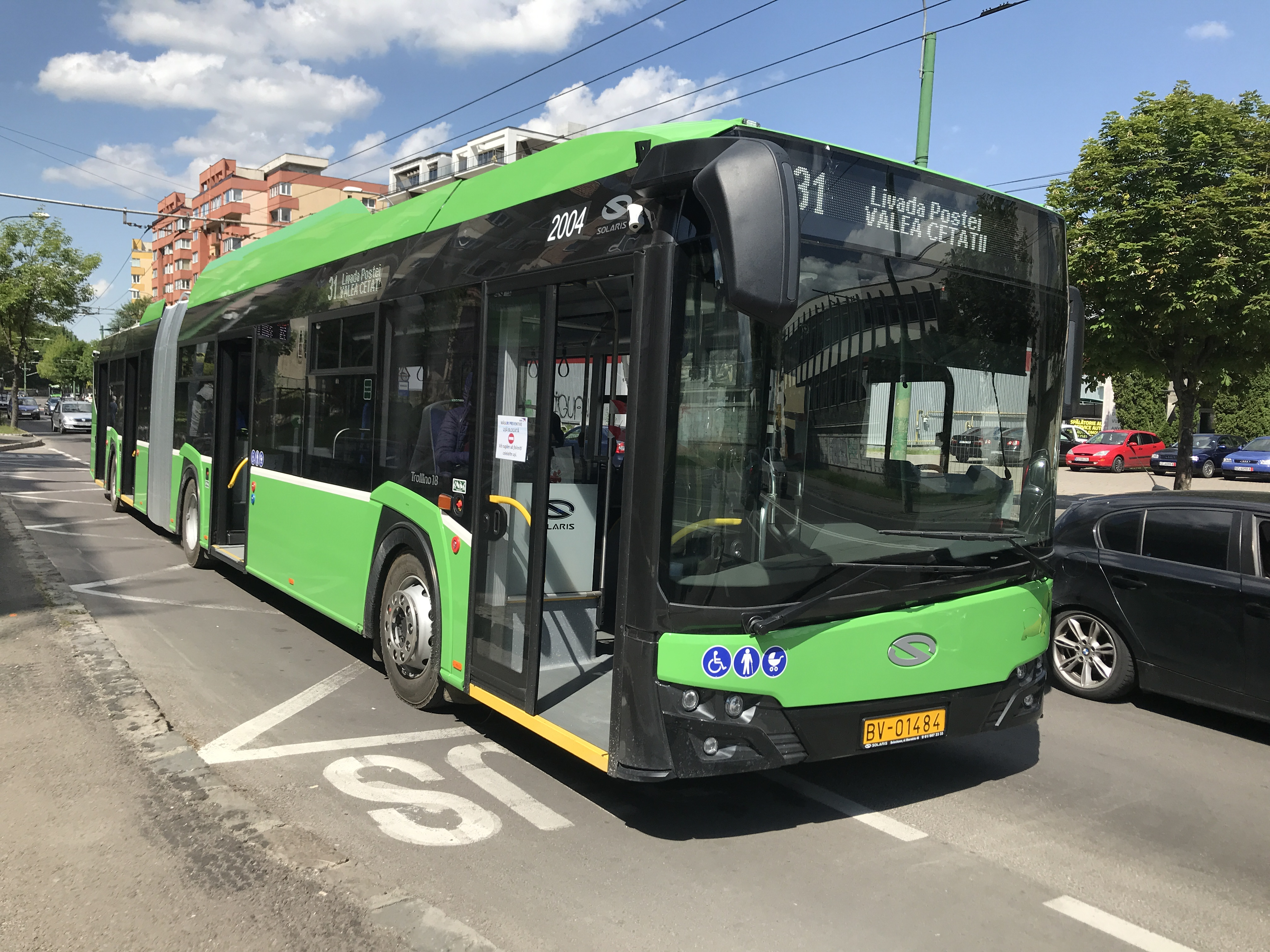
Troleibuz Solaris Trollino 18

## Capetele de linii ale transportului public din Brașov
- Livada Poștei: 1, 2, 2B, 4, 6, 14, 16, 17, 20, 24, 28, 31, 34, 34B, 36, 41, 50
- Gara Brașov: 4, 17B, 25, 29, 32, 35, 40, 51
- Stadionul Municipal: 5, 5M, 9, 16, 23, 23B, 110, 130, 210, 220, 310, 320,   
- Stadionul Tineretului: 3, 22
- Benzinăria Petrom (Timișu' de Jos): 17B
- Fundăturii + IAR Ghimbav: 18, 28
- Valea Cetății: 3, 7, 10, 31, 32, 33
- Triaj: 1, 10, 15, 19, 21, 23B, 34B
- Saturn: 6, 8, 17B, 21, 22, 23, 25
- Bariera Bartolomeu: 18, 41
- Bartolomeu Nord: 28B, 29
- Roman: 3, 5, 7, 25, 52
- Pietrele lui Solomon: 50
- Poiana Brașov: 20
- Independenței: 15, 36
- Avantgarden: 24, 25
- Rulmentul: 2, 7, 8, 9, 420
- Noua: 17, 21, 35
- Fabrica de Var: 14
- Tocile: 50, 51, 52
- Stupini: 40, 41
- Timiș Triaj: 54 - 34B
- Craiter: 37
- ICPC: 24

## Informații/Știri necesare călătorului
- Linia 21 Noua - Triaj circulă via Bulevardul Saturn și via Bulevardul Alexandru Vlahuță
- Linia 19 Noua - Triaj circulă pe Centura Brașov, via CET Brașov
- Linia 16 Livada Postei - Stadionul Municipal circulă via Cărămidăriei
- Linia 54 circulă via Bulevardul Saturn
- Linia 34B circula pe Bulevardul Victoriei și Bulevardul Alexandru Vlahuță
- Linia 40, începând cu 19.03.2016, întoarce la Gara Brașov
- Liniile 34B ș 37, începând cu 01.01.2016, întorc la stația Hidro A
- Linia 17B Gara Brașov - Benzinăria Petrom circula via Bulevardul Saturn
- Linia 23 circula via Depozitele ILF capătul de linie fiind Stadionul Municipal
- Linia 100 circulă doar pe perioada iernii fiind o linie expres
- Linia 310 Brașov - Feldioara circulă la ore fixe,destul de rar(câte 1 mașină la cel puțin, uneori,2-4 ore),doar că are capetele:Sat Rotbav-Stad.Municipal;
- Linia 220 Brașov - Codlea circulă și ea destul de rar,având capetele:Codlea - Stad.Municipal;
- Linia 420 Brașov - Bod trece și prin comuna Sânpetru,și trece doar prin Bod Sat.Are capetele:Bod Sat - Rulmentul.;
- Linia 120 Brașov - Ghimbav are capetele:Stad.Municipal - Ghimbav.

## Bilete
RAT Brașov are un sistem cu 2 feluri de bilete.
- Card - valid pentru o perioadă specifică de timp, de la 1 zi până la 1 an, în funcție de card
- Bilet pe hârtie termică - valabil 50 de minute de la activare

### Prețuri călătorii urban
| Tip bilet                         | Preț întreg | Preț cu reducere                           |
| --------------------------------- | ----------- | ------------------------------------------ |
| Bilet 2 călătorii linie urbană    | 8 lei       | 4 lei pentru pensionari/persoane vârstnice |
| Bilet 1 călătorie Linia 20 Expres | 4 lei       | 3 lei pentru pensionari/persoane vârstnice |

| Tip card (personalizat)                       | Preț întreg | Preț cu reducere                           |
| --------------------------------------------- | ----------- | ------------------------------------------ |
| Abonament lunar toate liniile                 | 80 lei      | 42,5 lei pentru donatorii de sânge         |
| Abonament lunar toate liniile pentru studenți | -           | 60 lei                                     |
| Abonament anual toate liniile                 | 800 lei     | -                                          |
| Pachet 2 călătorii                            | 8 lei       | 4 lei pentru pensionari/persoane vârstnice |

| Tip card (nepersonalizat)               | Preț întreg               |
| --------------------------------------- | ------------------------- |
| Abonament lunar nenominal toate liniile | 128 lei                   |
| Pachet 2 călătorii                      | 8 lei                     |
| Portofel electronic                     | min 10 lei-max 150 de lei |

| Tip card (ultralight nepresonalizat)                        | Preț întreg |
| ----------------------------------------------------------- | ----------- |
| Abonament 1 zi pe toate liniile (mai puțin linia 20 expres) | 12 lei      |
| Pachet 10 călătorii                                         | 25 lei      |
| Bilet special încasat în mijlocul de transport              | 60 lei      |

### Prețuri călătorii trasee metropolitane
Zonele metropolitane sunt împărțite în 5 zone tarifare, în funcție de distanță. Prețurile pentru aceste călătorii variază astfel:
- bilet hârtie termică - prețurile variază între 3 și 18 lei în funcție de zona tarifară
- card personalizat reîncărcabil - prețurile variază între 2,5 lei pentru o călătorie și 306 lei pentru un abonament lunar pentru Zona tarifară 5
- card nepersonalizat reîncărcabil - prețurile variază între 10 lei pentru portofel electronic și 461 lei pentru un abonament lunar pentru Zona tarifară 5
- card ultralight nepersonalizat nereîncărcabil - prețurile variază între 25 lei pentru un pachet de 10 călătorii pentru Zona tarifară 1 și 90 de lei un pachet de 10 călătorii pentru Zona tarifară 5